# WWFジュニアヘビー級王座
WWFジュニアヘビー級王座（WWF Junior Heavyweight Championship）は、WWFが管理、認定していた王座。同一階級でもあるWWEクルーザー級王座とは変遷史上関連はない。

## 歴史
1965年、WWWF世界ジュニアヘビー級王座を創設。10月15日、ジョニー・デ・ファジオを初代に認定。
1978年1月、WWWFジュニアヘビー級王座として復活。同王座が復活するまでの詳細は不明である。1月23日、WWWFのマディソン・スクエア・ガーデン定期戦で王者のカルロス・ホセ・エストラーダに藤波辰巳が挑戦して奪取。以降、新王者の藤波が日本へ凱旋帰国してからは新日本プロレスに定着した。
1979年3月29日、WWWFが団体名をWWFに改称したため、王座名をWWFジュニアヘビー級王座に変更。
王者の藤波は途中、剛竜馬に奪取を許すも、ロディ・パイパー、チャボ・ゲレロ、カネック、ダイナマイト・キッド、木村健吾、阿修羅・原、レス・ソントンなどを挑戦者に迎えて4年近く王座を保持した。
藤波のヘビー級転向による王座返上後は、タイガーマスクを中心に、キッド、ブラック・タイガー、グラン浜田、小林邦昭らで王座が争われた。
その後、ザ・コブラが王座を保持するが、1985年10月31日、WWFと新日本プロレスの業務提携解消により封印。以降、新日本プロレスは1986年にIWGPジュニアヘビー級王座を創設している。
1991年、SWSがWWFと業務提携を結んだ際、封印されたWWFジュニアヘビー級王座を復活させようとしたが立ち消えとなった（その後、SWSはSWSジュニアヘビー級王座を独自に創設している）。

## 歴代王者
| 歴代   | 選手                         | 戴冠回数 | 防衛回数 | 獲得日付       | 獲得場所 （対戦相手・その他）                                                                      |
| ------ | ---------------------------- | -------- | -------- | -------------- | -------------------------------------------------------------------------------------------------- |
| 初代   | ジョニー・デ・ファジオ       | 1        | 不明     | 1965年10月15日 | ペンシルベニア州ピッツバーグ 王者に認定                                                            |
| 第2代  | カルロス・ホセ・エストラーダ | 1        | 0        | 1978年1月20日  | ニューヨーク州ユニオンデール トニー・ガレア                                                        |
| 第3代  | 藤波辰巳                     | 1        | 24       | 1978年1月23日  | マディソン・スクエア・ガーデン                                                                     |
| 第4代  | 剛竜馬                       | 1        | 0        | 1979年10月2日  | 大阪府立体育会館                                                                                   |
| 第5代  | 藤波辰巳                     | 2        | 28       | 1979年10月4日  | 蔵前国技館 1981年12月にヘビー級転向のため返上                                                      |
| 第6代  | タイガーマスク（初代）       | 1        | 6        | 1982年1月1日   | 後楽園ホール ダイナマイト・キッド 1982年4月に負傷のため返上                                        |
| 第7代  | ブラック・タイガー（初代）   | 1        | 0        | 1982年5月6日   | 福岡スポーツセンター グラン浜田                                                                    |
| 第8代  | タイガーマスク（初代）       | 2        | 16       | 1982年5月26日  | 大阪府立体育館 1983年4月1日に負傷のため返上                                                        |
| 第9代  | タイガーマスク（初代）       | 3        | 1        | 1983年6月12日  | メキシコシティ フィッシュマン 1983年8月12日に引退のため返上                                        |
| 第10代 | ダイナマイト・キッド         | 1        | 1        | 1984年2月7日   | 蔵前国技館 デイビーボーイ・スミス、ザ・コブラによる巴戦 1984年11月に全日本プロレスへ参戦のため空位 |
| 第11代 | ザ・コブラ                   | 1        | 2        | 1984年12月28日 | マディソン・スクエア・ガーデン ブラック・タイガー（初代）                                          |
| 第12代 | ヒロ斎藤                     | 1        | 3        | 1985年5月20日  | 広島県立体育館                                                                                     |
| 第13代 | ザ・コブラ                   | 2        | 3        | 1985年7月28日  | 大阪城ホール 1985年10月31日にWWFが新日本プロレスとの業務提携を解消のため封印                       |